# De Leon (Texas)
Pour les articles homonymes, voir De León.
De Leon est une ville située au nord du comté de Comanche, au Texas, aux États-Unis,. Elle est fondée en 1881.

## Démographie
Lors du recensement de 2010, la ville comptait une population de 2 246 habitants. Elle est également estimée, en 2016, à 2 177 habitants.

### Source de la traduction
- (en) Cet article est partiellement ou en totalité issu de l’article de Wikipédia en anglais intitulé « De Leon, Texas » (voir la liste des auteurs).